# ميودراغ ستيفانوفيتش
ميودراغ ستيفانوفيتش هو لاعب كرة قدم صربي في مركز الدفاع، ولد في 2 فبراير 1977 في بلغراد في صربيا. لعب مع آلتاي إزمير وراد بيوغراد ونادي باوك ونادي روستوف أون دون.

## وصلات خارجية
- ميودراغ ستيفانوفيتش على موقع قاعدة بيانات كرة القدم.إي يو (الإنجليزية)